# John N. Tillman

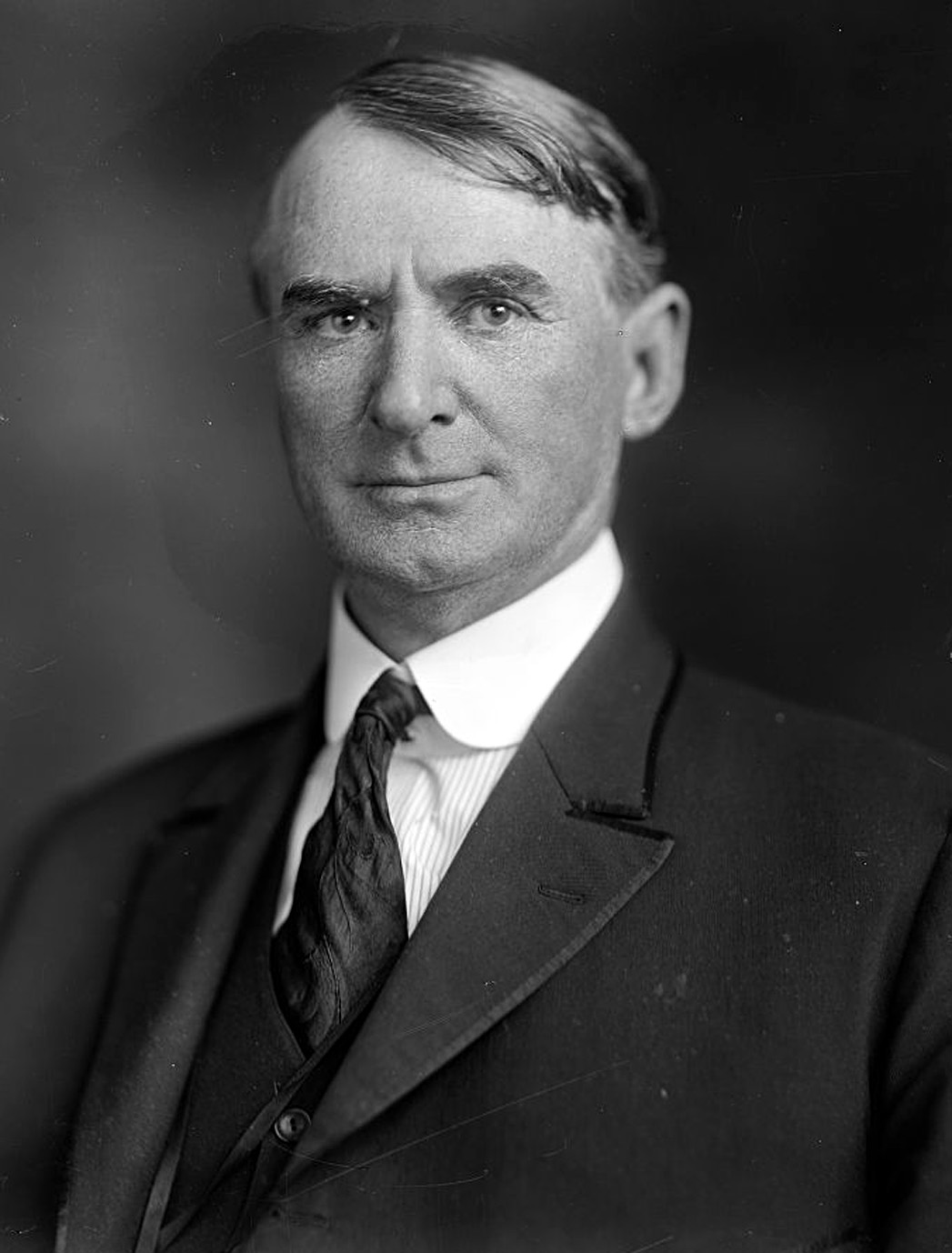
John N. Tillman

John Newton Tillman (* 13. Dezember 1859 bei Springfield, Missouri; † 9. März 1929 in Fayetteville, Arkansas) war ein US-amerikanischer Politiker. Zwischen 1915 und 1929 vertrat er den dritten Wahlbezirk des Bundesstaates Arkansas im US-Repräsentantenhaus.

## Werdegang
John Tillman besuchte die Schulen in seiner Heimat und studierte danach bis 1880 an der University of Arkansas in Fayetteville. Danach arbeitete er als Lehrer. Nach einem Jurastudium und seiner im Jahr 1883 erfolgten Zulassung als Rechtsanwalt begann er in Fayetteville in seinem neuen Beruf zu arbeiten. Zwischen 1884 und 1889 war er in der Verwaltung des Bezirksgerichts im Washington County angestellt.
Tillman war Mitglied der Demokratischen Partei. Zwischen 1888 und 1892 gehörte er dem Senat von Arkansas an. Danach war er von 1892 bis 1898 Staatsanwalt im vierten Gerichtsbezirk seines Staates. Von 1900 bis 1905 amtierte er im selben Bezirk als Richter. Zwischen 1905 und 1912 war Tillman Präsident der University of Arkansas. 1914 wurde er in das US-Repräsentantenhaus in Washington, D.C. gewählt, wo er am 4. März 1915 die Nachfolge von John C. Floyd antrat. Nachdem er in den sechs folgenden Wahlen jeweils in seinem Mandat bestätigt wurde, konnte Tillman bis zum 3. März 1929 insgesamt sieben Legislaturperioden im Kongress absolvieren. Im Jahr 1926 gehörte er zu der Kommission, die sich mit der Amtsenthebung des Bundesrichters George W. English befasste.
Im Jahr 1928 verzichtete er aus gesundheitlichen Gründen auf eine erneute Kandidatur. Tatsächlich überlebte John Tillman das Ende seiner letzten Legislaturperiode nur um vier Tage. Er starb am 9. März 1929 in Fayetteville.